# Hermandad Universitaria de Jesús Condenado (Cáceres)
La Hermandad Universitaria de Jesús Condenado es una hermandad de la Semana Santa de Cáceres, en Extremadura; erigida canónicamente el 31 de marzo de 2011. Recorrió por primera vez la madrugada del 6 de abril de 2012, saliendo desde la Casa de los Hermanos de la Cruz Blanca.

## Historia
El día 31 de marzo de 2011, el Obispado de Coria-Cáceres da el visto bueno a la puesta en marcha de la Hermandad Universitaria de Jesús Condenado, gestada en los últimos años por un grupo de personas vinculadas a la Semana Santa cacereña. Su primer acto público fue en la Procesión del Perdón del 2011, saliendo ataviados con su característica túnica.
La primera asamblea que se celebró fue el día 13 de octubre del mismo año, en la Cripta de la Iglesia de San Francisco Javier, en el cual se expusieron las primeras imágenes de la talla que en su momento estaba realizando el escultor Antonio Domínguez Fernández. La imagen que procesiona, Jesús Condenado, fue bendecida en la ermita de la Paz el día 19 de febrero por el vicario de Pastoral de la Diócesis de Coria-Cáceres y párroco de Santiago, D. Juan Manuel Cuadrado.
Su primera salida procesional fue el día 6 de abril de 2012. Ese año, el paso salió desde los Hermanos de la Cruz Blanca, en la calle Manga, donde siguió su camino hasta la Cuesta de la Compañía, siendo la primera saeta oída en estación de penitencia obra de Pedro Méndez. Tras su llegada a la Plaza de San Mateo, giró a la calle Condes, y en la calle Olmos, donde se encuentra su sede canónica, los hermanos presentaron la imagen al Convento, para posteriormente bajar por los Adarves, llegar al Arco de la Estrella y continuar hasta llegar a la plaza de Condes de Canilleros. Posteriormente, tras pasar por la calle Obras Pías de Roco, subió por la calle Amargura, para entrar en la plaza de Santa María. Tras subir por las escaleras de la plaza de San Jorge, se recogió en los hermanos de la Cruz Blanca.
La cofradía fue creada con el fin de que su ámbito de actuación fuera principalmente el universitario extremeño, más allá del ámbito parroquial al que se suscriben las cofradías parroquiales. Esta procesión fue pensada principalmente para rellenar el hueco que existía en la Madrugada del Viernes Santo, donde en lugares como por ejemplo Sevilla, es la jornada más intensa de la Semana donde hasta 6 cofradías procesionan por las calles. Por tanto, fue pensado para, además de ocupar ese hueco vacío que existía entre la procesión del Espíritu Santo y la procesión de Jesús Nazareno. 
Su sede canónica se encuentra en el Convento de las Jerónimas o Enfermería de San Antonio, en la calle Olmos; donde se efectúa los triduos aunque actualmente los realiza en la Ermita de la Paz.
Su carácter es austero y sencillo a la vez que innovador, ya que no utilizan en ningún momento velas o candeleros, sino luces LED, hecho que se incluye hasta en su cruz de guía. Además, las andas son ligeras, plegables, haciendo que la procesión en su momento no sea pesada para aquellos hermanos que también cargan en la procesión de Santiago.

## Imaginería de la Hermandad

### Conjunto escultórico

#### Imagen de Jesús Condenado
De tamaño natural, evoca a Jesús camino del Calvario difieriendo de la representación tradicional al portar sólo el patíbulum o travesaño superior de la cruz, tal y como avalan algunas investigaciones históricas y textos bíblicos. La imagen está tallada en madera de cedro y policromada por el imaginero sevillano afincado en Cáceres Antonio Fernández Domínguez. Esta imagen es única, ya que en ninguna otra Semana Santa de España sale una imagen de estas características.

#### Andas
Las andas son huecas, de aluminio, acero inoxidable, panelados sintéticos de gran ligereza, sin existencia de una sola pieza de madera. El decorado de las andas es sobrio, predominando las flores silvestres sobre una tela de arpilleria. Las andas son plegables, y pueden ser llevadas por 24 hermanos. El paso (las andas con la imagen) pesa aproximadamente 230 kilogramos, y los varales en si pesan 15 kg cada travesaño. También contiene ruedas de maniobra que se quitan durante la estación de penitencia, para eliminar pesos superfluos.

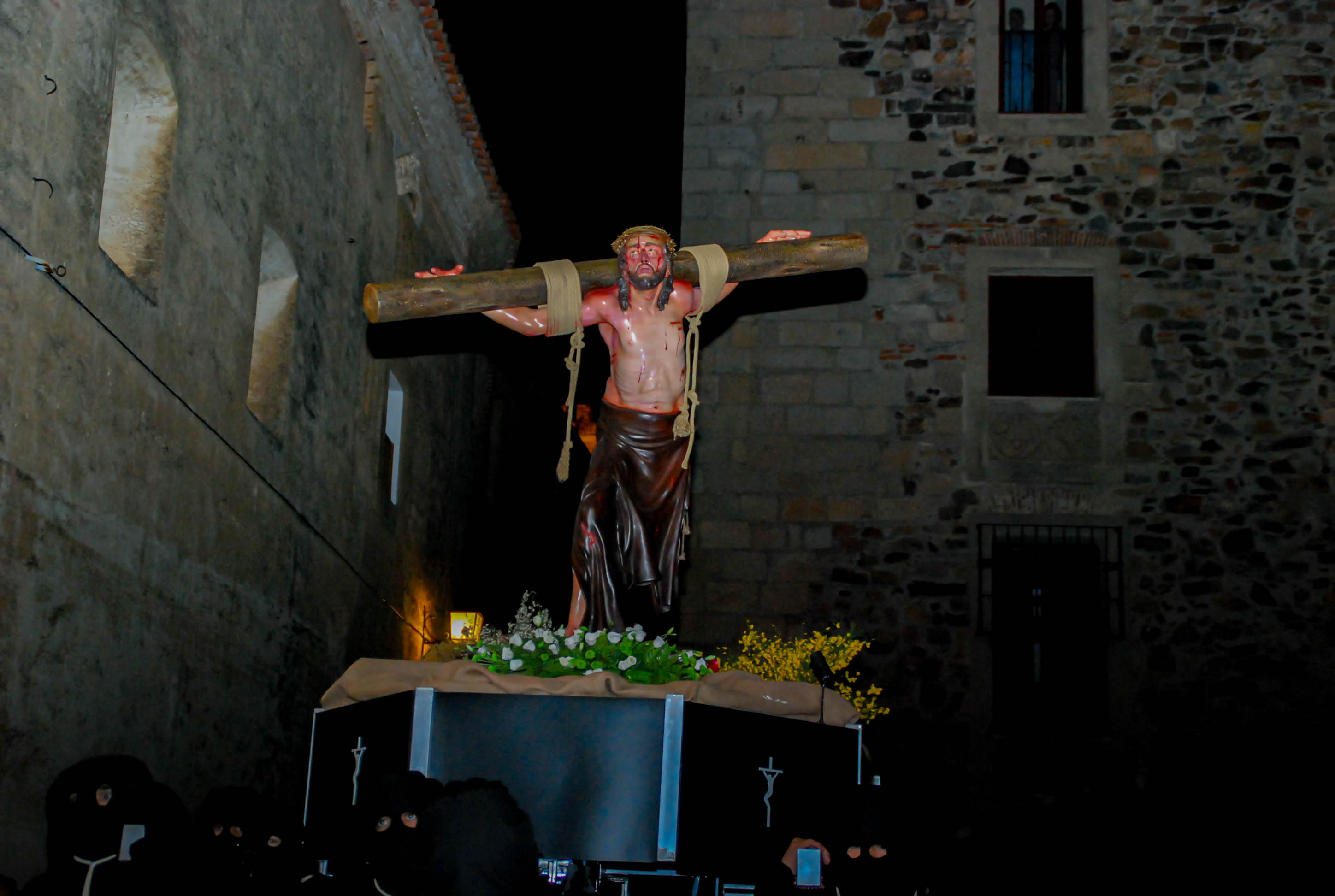
Jesús Condenado en su primera salida procesional

## Procesión de Jesús Condenado

#### Hábito
Para el hermano de carga y escolta: Túnica y verduguillo con remate franciscano de color negro, cíngulo de algodón natural blanco, cruz de madera y guantes negros.

#### Pasos
- Jesús Condenado

#### Itinerario
La Procesión de Jesús Condenado nació con la intención de realizar cada año una procesión distinta, pudiendo salir, si es posible, cada año desde una localización distinta, y nunca forzando a su sede canónica a salir desde esa localización. En su primera procesión, se salió desde la Casa de los Hermanos de la Cruz Blanca, recorriendo así calles que nunca antes otra procesión había pasado.
En la siguiente tabla, se muestra los lugares desde donde salió la procesión:
| Año  | Lugar de salida                           | Itinerario (en cursiva las variaciones de recorrido respecto al año anterior) | Observaciones                                                     |
| ---- | ----------------------------------------- | --- | ----------------------------------------------------------------- |
| 2012 | Capilla de los Hermanos de la Cruz Blanca | Manga, Mono, Cuesta de la Compañía, San Mateo, Condes, Olmos, Puerta de Mérida, Adarves, Arco de la Estrella, Adarve Obispo Álvarez de Castro, Conde de Canilleros, Arco del Socorro, Obras Pías de Roco, Adarve del Cristo, Amargura, Plaza de Santa María, Plaza de los Golfines de Abajo, Plaza de San Jorge, Mono, Manga.                                                                   |                                                                   |
| 2013 | Palacio Episcopal                         | Plaza de Santa María, Manga, Mono, Plaza de Caldereros, Adarve de la Estrella, Arco de la Estrella, Plaza Mayor, Ermita de la Paz | Recorrido recortado debido a la amenaza de precipitaciones        |
| 2014 | Palacio Episcopal                         | Plaza de Santa María, Concatedral de Santa María (donde hizo estación de penitencia), Manga, Mono, Cuesta de la Compañía, San Mateo, San Pablo, Plaza de Pereros, Puerta de Mérida, Olmos, Traseras de Santa Ana, Adarve de Santa Ana, Adarve de la Estrella, Arco de la Estrella, Plaza Mayor, Ermita de la Paz                                                                                |                                                                   |
| 2015 | Palacio de las Cigüeñas                   | Plaza de San Mateo, Orellana, Cuesta de la Compañia, Mono, Manga (donde hizo estación de penitencia), Mono, Plaza de Caldereros, Adarve de Santa Ana, Adarve del Padre Rosílio, Puerta de Mérida, Pereros, Rincón de la Monja, Plaza de las Veletas, Plaza de San Mateo |                                                                   |
| 2015 | Paseo de Cánovas                          | Avda de España, San Antón, San Pedro, San Juan, Gran Vía, Plaza Mayor, Gabriel y Galán, Plaza del Duque | Participación en la Procesión Magna de la Semana Santa de Cáceres |
| 2016 | Palacio de los Golfines de Abajo          | Plaza de los Golfines de Abajo, Plaza de Santa María, Tiendas, Plaza del Socorro, Godoy, Templo de Santiago (donde hizo estación de penitencia), Camberos, Muñoz Chaves, Plaza del Duque, Sancti Spíritu, Ríos Verdes, Andrada, Santo Domingo, General Ezponda, Plaza Mayor, Ermita de la Paz                                                                                                   |                                                                   |
| 2017 | Palacio de los Golfines de Arriba         | Condes, Plaza de San Mateo, Templo de San Mateo (donde hará estación de penitencia), Orellana, Callejón de la Monja, Aldana, Calle del Mono, Plaza de Caldereros, Adarve de la Estrella, Arco de la Estrella, Plaza Mayor, Ermita de la Paz |                                                                   |
| 2018 | Santa Iglesia Concatedral de Santa Maria  | Santa María, Manga, Mono, Plaza de Caldereros, Adarve de Santa Ana, Pereros, Plaza de San Juan, Templo de San Juan (donde hará estación de penitencia), Plaza de San Juan, Gran Vía, Plaza Mayor, Ermita de la Paz. |                                                                   |
| 2019 | Palacio Episcopal                         | Plaza De Santa María, Plaza De Los Golfines, Cuesta Del Marqués, Arco Del Cristo, Caleros, Ermita Del Vaquero (dónde hará estación de penitencia), Caleros, Plaza de Santiago, Camberos, Muñoz Chaves, Plaza del Duque, Gabriel Y Galán, Plaza Mayor, Ermita De La Paz. |                                                                   |
| 2020 | Iglesia de San Francisco Javier           | Plaza de San Jorge, Plaza de los Golfines de Abajo, Plaza de Santa María, Santa Iglesia Concatedral de Santa María (dónde haría estación de penitencia), Plaza de Santa María, Arco de la Estrella, Adarve de la Estrella, Adarve de Santa Ana, Adarve del Padre Rosalío, Puerta de Mérida, Ancha, Plaza de San Mateo, Cuesta de la Compañía, Iglesia de San Francisco Javier (puerta lateral). | Recorrido suspendido por la pandemia del COVID                    |
| 2022 | Iglesia de San Francisco Javier           | Plaza de San Jorge, Plaza de los Golfines de Abajo, Plaza de Santa María, Arco de la Estrella, Plaza Mayor, General Ezponda, Ríos Verdes, Andrada, Iglesia Conventual de Santo Domingo (donde hará estación de penitencia), Andrada, Ríos Verdes, Sancti Spíritu, Plaza del Duque, Gabriel y Galán, Plaza Mayor, Ermita de la Paz.                                                              |                                                                   |
| 2023 | Iglesia de San Francisco Javier           | Plaza de San Jorge, Cuesta de la Compañía, Plaza de San Mateo, Ancha, Puerta de Mérida, Plaza de Santa Clara, Plazuela de la Soledad, Ermita de la Soledad (dónde haría estación de penitencia), Plaza de Santa Clara, Puerta de Mérida, Adarve del Padre Rosalío, Adarve de Santa Ana, Adarve de la Estrella, Arco de la Estrella, Plaza Mayor, Ermita de la Paz.                              |                                                                   |
| 2024 | Convento de Santa Clara                   | Convento de Santa Clara, Plaza de la Soledad, Hornos, Gallegos, Plaza de San Juan, realizando la Estación de Penitencia en la Iglesia de San Juan, para seguir por Postigo, Arco de Santa Ana, Adarve de Santa Ana, Adarve de la Estrella, Arco de la Estrella, Plaza Mayor, y finalizando en la Ermita de la Paz.                                                                              | Estación de penitencia suspendida por la lluvia.                  |
| 2025 | Iglesia de San Francisco Javier           | Iglesia de San Francisco Javier (00:30), Plaza de San Jorge, Cuesta de la Compañía, Casa del Sol (01:05), Orellana, Condes, Travesía Sta.Ana, Arco de Sta. Ana Postigo, San Juan (Estación de penitencia, 01:40), Plaza de San Juan, Postigo, Plazuela Sta. Ana, Adarve de Sta. Ana (02:15), Adarve de la Estrella, Arco de la Estrella, Plaza Mayor, Ermita de la Paz.                         |                                                                   |

#### Salida Procesional
A la salida de esta hermandad se le proyecta a los asistentes a la procesión un audiovisual realizado expresamente para ese año, el cual sirve como reflexión previa para los asistentes a la estación de penitencia sobre diversas cuestiones morales de actualidad, induciendo a la piedad y a la oración para la procesión.
También durante dicha salida un trío de cuerda (dos violas y un cello) toca una adaptación de o bien una pieza de música sacra o clásica o bien adaptación de una marcha procesional conocida, siendo las únicas piezas musicales que suenan en esta procesión. Durante estos años este trío ha tocado:
- 2012: El Cant dels Ocells (Pau Casals)
- 2013: La Madrugá (Abel Moreno Gómez)
- 2014: Amarguras (Manuel Font de Anta)
- 2015: Injusta Condena (David Ortal Ponce)
- 2016: Getsemaní (Ricardo Dorado Janeiro)
- 2017: La Pasión (Manuel Alejandro González Cruz)
- 2018: Mater Mea (Ricardo Dorado Janeiro)
- 2019: O Magnum Mysterium (Morten Lauridsen)
- 2020 y 2021: Suspendida estación de penitencia por la pandemia del COVID-19
- 2022: Juan 19:41, Acto II, Op. Jesucristo Superstar (Andrew Lloyd Webber); El Lamento de Dido (Aria), Acto III, Op. Dido y Eneas (Henry Purcell); Bendición (Juan Manuel Fernández Carranza)
- 2023: 2° movimiento, Sinfonía n.º 7 en La mayor, Op. 92 - Allegretto (Ludwig van Beethoven) y Recuerdo a los que ya no están (Adaptación de la saeta de Juan López Corrales "El Borrasca").
- 2024: Suspendida estación de penitencia por lluvia
- 2025: 1er. Fragmento, 3er. Movimiento, Sinfonía n.° 4 - Ruhevoll (Poco Adagio) (Gustav Mahler); La Esperanza de María (Alejandro Blanco Hernández)
- 2026: h